# ژارنویتسا
ژارنویتسا (به آلمانی: Scharnowitz) یک شهرک در اسلواکی با جمعیت ۶٬۵۰۱ نفر است که در Žarnovica District واقع شده‌است.